# Porbady
Porbady (dawniej niem. Neu Schöneberg) – wieś na Warmii w Polsce położona w województwie warmińsko-mazurskim, w powiecie olsztyńskim, w gminie Jonkowo. W latach 1975–1998 miejscowość administracyjnie należała do województwa olsztyńskiego.
Wieś warmińska w kształcie okolnicy, położona w centralnej części gminy Jonkowo nad kanałem Trojańskim, oddalona od Jonkowa o pięć kilometrów.

## Historia
Poczałkowo była to część wsi Wrzesina. W 1416 r. Wrzesinę podzielono na Starą (Alt Schönenberg) i Nową (Neu Schönenberg) czyli obecne Porbady (wieś powstała na terenach osuszonych bagien). Na przełomie XV i XVI wieku w Porbadach zagospodarowanych było 21 włók ziemi. W czasie wojny polsko-krzyżackiej zwanej trzynastoletnią (1454-1466) wieś została zniszczona. Jeszcze na początku XVI wieku Porbady miały aż 16 włók opuszczonych. W 1539 roku opuszczone grunty zaczęto zagospodarowywać, przekazując Prusowi Stenzlowi trzy puste włoki oraz przekazano mu 3,5 grzywny i 6 korcy żyta w ramach pomocy na zagospodarowanie się. W 1547 (wg innego źródła w 1562 r.) kapituła warmińska wydzierżawiła na prawie magdeburskim cztery puste włoki, porośnięte lasami, olsztyńskiemu burgrabiemu Peterowi Pfaffowi i dożywotnio zwolniono go z płacenia podatków. Jego spadkobiercy mieli uiścić do kasy kapitulnej 1,5 grzywny rocznie. W 1564 roku Porbady zostały przekształcone w folwark. Z 25 włók osiem zostało obsiane zbożem, a pozostałe 17 pozostawało jako puste. Jedenaście lat później osada ponownie stała się wsią czynszową. W 1599 r. Adam Ritsicki otrzymał przywilej na założenie karczmy. W 1610 r. Porbady otrzymały urząd sołtysa. 
W 1656 roku w Porbadach było ośmiu chłopów, jeden sołtys i wolny pruski, gospodarujących łącznie na 24 włokach (łanach) ziemi. Łączny roczny czynsz wynosił 40 kur, 20 gęsi i 10 florenów. W 1673 we wsi było 35 mieszkańców. Podczas epidemii dżumy z lat 1708-1711 w Porbadach zmarło dziewięć osób.
W 1717 w Porbadach z 24 włók ziemi zaledwie w połowie obsiana była zbożami jarymi. Ziemię zaliczono do piątej klasy jakości. W dokumentach zaznaczono, że wieś położona jest w okolicach bardzo zabagnionych i zakrzaczonych. W 1770 roku czynsz wynosił łącznie 204 floreny, 17 gęsi i 34 kury. Zobowiązani byli także do pracy szarwarkowej w wymiarze trzech dni w roku od każdej włóki. Zanotowano również, że znajdująca się w Porbadach karczma jest pusta. W 1782 r. we wsi było 19 mieszkańców. Trzy włóki należały do sołtysa, cztery znajdowały się w posiadaniu wolnego pruskiego o nazwisku Biernat, 17 włók uprawiali chłopi czynszowi. 
Dekretem uwłaszczeniowym z 27 lipca 1808 roku ziemia uprawiana przez dotychczasowych chłopów czynszowych stała się ich własnością. Według spisu z 1820 r. w Porbadach było 16 zagród, zamieszkanych przez 86 osób. W 1846 r. we wsi mieszkały 133 osoby. Według spisu lustracyjnego z 1861 roku w Porbadach mieszkały 162 osoby, z których 152 posługiwały się językiem polskim, 161 było wyznania katolickiego. W 1871 r. we wsi było 170 mieszkańców, a w 1895 - 176. 
W 1925 r. we wsi mieszkało 164 osoby. W 1939 r. w Porbadach mieszkało 139 osób. 
W pierwszej dekadzie XXI w. wieś miała 134 mieszkańców.  

## Zabytki
- Pryzdrożna, neogotycka kapliczka
- Kapliczka z dzwonniczką z 1933 roku